# Tom Clancy's Rainbow Six: Shadow Vanguard
Tom Clancy's Rainbow Six: Shadow Vanguard (Rainbow Six: Shadow Vanguard) é um jogo eletrônico do gênero Tiro  desenvolvido pela Gameloft para a plataforma iOS em 17 de março de 2011.  Shadow Vanguard faz parte da série Rainbow Six e apresenta os modos um jogador e multijogador.  Recebeu avaliações pouco acima da média, como 76/100 no Metacritic  e 6.5 no IGN. 